# Liste der Äbte von Zwettl
Die folgenden Personen waren bzw. sind Äbte des Stifts Zwettl:

## Äbte
- Hermann, 1137/38–1147
- Ruker, 1147/48–1149
- Poto, 1149–1156
- Rapoto, 1156–1161
- Rudiger, 1161–1191/92
- Wolfing (auch Bolfing genannt), 1191/92–1204(?)
- Richer, 1207–1208
- Marquard, 1208(?)–1227
- Heinrich I., 1227–1233
- Gottschalk, 1233–1248
- Bohuslaus, 1248–1258
- Konrad, 1258–1266
- Pitrolf, 1267–1273, danach Abt von Stift Wilhering
- Ebro, 1273–1304
- Otto I., 1304–1325
- Gregor, 1325–1331
- Dietrich, 1331–1334
- Otto II. Grillo, 1334–1362
- Eberhard, 1362–1371
- Nikolaus I., 1371–1382
- Michael I., 1382–1389
- Nikolaus II., 1389–1392
- Albert (auch Albrecht genannt), 1392–1402
- Heinrich II., 1402–1404
- Ulrich I. Offerl, 1404–1408
- Nikolaus III. Gretzel, 1408–1410
- Friedrich, 1410–1424
- Thomas Paynger, 1425–1427
- Michael II., 1428–1429
- Johann I., 1429–1434
- Johann II., 1434–1447
- Johann III., 1447–1451
- Georg, 1451–1453
- Johann IV. Waltpekh, 1453–1474
- Wolfgang I. Joachimi, 1474–1490
- Koloman Bauernfeind, 1490–1495
- Wolfgang II. Örtl, 1495–1508
- Michael III., 1508
- Ägid, 1508–1512
- Erasmus Leisser, 1512–1545
- Jakob Grünwald, 1545–1560
- Joseph Scheuchenpflug, 1560–1561
- Martin I. Steingaden, 1561–1566
- Laurenz Hengenmüller, 1567–1577
- Johann V. Ruoff, 1580–1585
- Ulrich II. Hackl, 1586–1607
- Johann VI. Neuner, 1608–1611
- Johann VII. Seyfried, 1612–1625
- Martin II. Günter, 1625–1639
- Georg II. Nivard Koweindl, 1639–1645
- Johann VIII. Bernhard Linck, 1646–1671
- Kaspar Bernhard, 1672–1695
- Robert Schöller, 1695–1706
- Melchior von Zaunagg, 1706–1747
- Rainer Kollmann, 1747–1776
- Rainer II. Sigl, 1776–1786 (1786 von Kaiser Joseph II. abgesetzt; 1804 resigniert)
- Ignaz Weißkopf, 1786–1804 (Kommendatarabt)
- Alois Pruckner, 1804–1808
- Berthold Gamerith, 1808–1828
- Julius Hörweg, 1834–1847
- Augustin Steininger, 1847–1875
- Anselm Brawenz, 1876–1878
- Stephan Rössler, 1878–1923
- Leopold Schmidt, 1923–1935
- Bertrand Koppensteiner, 1935–1961
- Ferdinand Gießauf, 1961–1980 (1973–1979 Abtpräses der Österreichischen Zisterzienserkongregation)
- Bertrand Baumann, 1980–1993
- Paulus Winkelbauer, 1993–1996
- Wolfgang Wiedermann, 1996–2016 (2007–2016 Abtpräses der Österreichischen Zisterzienserkongregation)
  - Albert Filzwieser, Administrator (2016–2017)
- Johannes Szypulski, seit 2017